# Liga Super 2013
La Liga Super 2013 è stata la 10ª edizione della massima competizione nazionale per club della Malaysia. La squadra campione in carica era il Kelantan FA.

## Squadre partecipanti
| Squadra            | Città            | Stadio                                |
| ------------------ | ---------------- | ------------------------------------- |
| ATM                | Kuala Lumpur     | Selayang Municipal Council Stadium    |
| FELDA Utd          | Kuala Lumpur     | Petaling Jaya Stadium*                |
| Johor Darul Ta'zim | Johor Bahru      | Tan Sri Dato Hj Hassan Yunos Stadium  |
| Kelantan           | Kota Bharu       | Sultan Muhammad IV Stadium            |
| Negeri Sembilan    | Seremban         | Tuanku Abdul Rahman Stadium           |
| Sri Pahang         | Kuantan          | Darulmakmur Stadium                   |
| Perak              | Ipoh             | Perak Stadium                         |
| PKNS               | Shah Alam        | Shah Alam Stadium                     |
| Selangor           | Shah Alam        | Shah Alam Stadium                     |
| LionsXII           | Singapore        | Jalan Besar Stadium                   |
| Terengganu         | Kuala Terengganu | Sultan Ismail Nasiruddin Shah Stadium |
| PBDKT T-Team       | Kuala Terengganu | Sultan Ismail Nasiruddin Shah Stadium |

## Classifica
|                     | Pos. | Squadra            | Pt | G  | V  | N  | P  | GF | GS | DR  |
| ------------------- | ---- | ------------------ | -- | -- | -- | -- | -- | -- | -- | --- |
| Malaysia (bandiera) | 1.   | LionsXII           | 43 | 22 | 12 | 7  | 3  | 32 | 15 | +17 |
|                     | 2.   | Selangor           | 40 | 22 | 10 | 10 | 2  | 31 | 17 | +14 |
|                     | 3.   | Johor Darul Ta'zim | 40 | 22 | 11 | 7  | 4  | 32 | 26 | +6  |
|                     | 4.   | Kelantan           | 36 | 22 | 10 | 6  | 6  | 32 | 20 | +12 |
|                     | 5.   | Sri Pahang         | 35 | 22 | 10 | 5  | 7  | 36 | 32 | +4  |
|                     | 6.   | ATM                | 34 | 22 | 10 | 4  | 8  | 35 | 25 | +10 |
|                     | 7.   | Perak              | 29 | 22 | 8  | 5  | 9  | 23 | 27 | -4  |
|                     | 8.   | PKNS               | 28 | 22 | 8  | 4  | 10 | 34 | 34 | +0  |
|                     | 9.   | Terengganu         | 27 | 22 | 7  | 6  | 9  | 25 | 31 | -6  |
|                     | 10.  | PBDKT T-Team       | 19 | 22 | 5  | 4  | 13 | 19 | 33 | -14 |
|                     | 11.  | FELDA Utd          | 19 | 22 | 4  | 7  | 11 | 13 | 35 | -22 |
|                     | 12.  | Negeri Sembilan    | 10 | 22 | 1  | 7  | 14 | 11 | 28 | -17 |

Legenda:

      Ammesse alla Coppa dell'AFC 2014

      Retrocesse nella Liga Premier 2014
Note:
Tre punti a vittoria, uno a pareggio, zero a sconfitta.